# 赫赫族

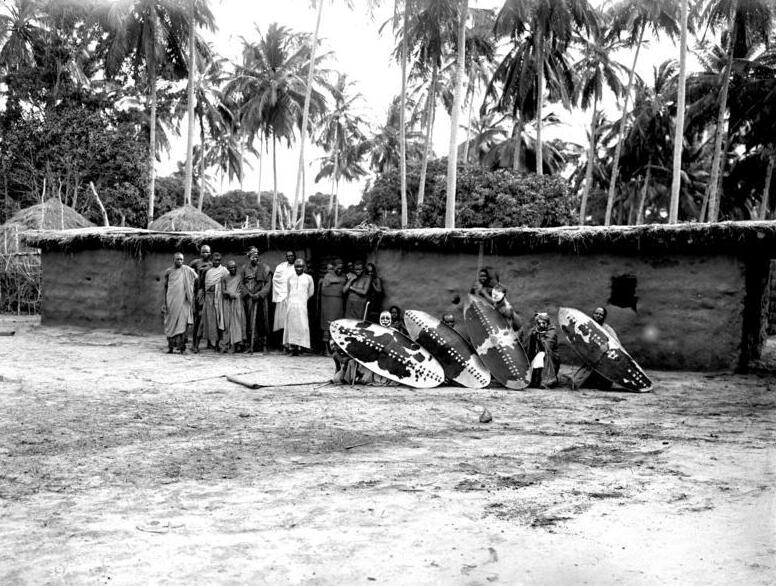
赫赫族战士(1906年)。

赫赫族是坦桑尼亚的一个民族，属于班图人的一支。约193万人（1995年）。主要分布在中南部的伊林加区。讲赫赫语，属尼日尔-刚果语系。通用斯瓦西里语。多持万物有灵信仰，盛行巫术，少数信伊斯兰教或基督教新教。多从事农牧业，饲养牛羊。